# 앙헬리뇨
호세 앙헬 에스모리스 타센데(스페인어: José Ángel Esmorís Tasende, 1997년 1월 4일~) 또는 앙헬리뇨(스페인어: Angeliño)는 스페인의 프로 축구 선수로, 포지션은 풀백이다. 현재 로마 소속이다.